# Ponnur
Ponnur est une ville du district de Guntur dans l'État d'Andhra Pradesh en Inde. 
Selon le recensement de l'Inde de 2011, la localité compte une population de 59 913 habitants.